# Ренатус Нджоголе
Ренатус Нджоголе (англ. Renatus Njohole, нар. 16 червня 1980, Дар-ес-Салам) — танзанійський футболіст, що грав на позиції півзахисника.
Виступав, зокрема, за клуби «Івердон Спорт», «Больм» та «Бавуа», а також національну збірну Танзанії.

## Клубна кар'єра
У дорослому футболі дебютував 1996 року виступами за команду клубу «Міламбо Табора», в якій провів один сезон, взявши участь у 18 матчах чемпіонату. 
Протягом 1998—1999 років захищав кольори команди клубу «Сімба».
Своєю грою за останню команду привернув увагу представників тренерського штабу клубу «Івердон Спорт», до складу якого приєднався 1999 року. Відіграв за команду з Івердона наступні п'ять сезонів своєї ігрової кар'єри.
Протягом 2004 року захищав кольори команди клубу «Вальмонт».
У 2004 році уклав контракт з клубом «Больм», у складі якого провів наступні три роки своєї кар'єри гравця. Більшість часу, проведеного у складі «Больма», був основним гравцем команди.
Протягом 2007—2009 років захищав кольори команди клубу «Ле Монт».
У 2009 році перейшов до клубу «Бавуа», за який відіграв 8 сезонів. Завершив професійну кар'єру футболіста виступами за команду «Бавуа» у 2017 році.

## Виступи за збірну
У 2002 році дебютував в офіційних матчах у складі національної збірної Танзанії. Протягом кар'єри у національній команді, яка тривала 5 років, провів у формі головної команди країни 3 матчі.